# Аккуль (Новосибірська область)
Аккуль (рос. Аккуль) — селище у Куйбишевському районі Новосибірської області Російської Федерації.
Входить до складу муніципального утворення Отрадненська сільрада. Населення становить 20 осіб (2010).

## Історія
Згідно із законом від 2 червня 2004 року органом місцевого самоврядування є Отрадненська сільрада.

## Населення
| 2002 | 2007 | 2010 |
| ---- | ---- | ---- |
| 52   | →52  | ↘20  |